# إدوارد سانتوس
إدوارد سانتوس هو لاعب دارت فلبيني، ولد في 1 أكتوبر 1979 في الفلبين.